# Argemone corymbosa
Argemone corymbosa Greene – gatunek rośliny z rodziny makowatych (Papaveraceae Juss.). Występuje naturalnie we wschodnich Stanach Zjednoczonych – w środkowo-południowej Kalifornii, środkowo-północnej Arizonie oraz południowo-wschodnim Utah, a według niektórych źródeł także w Nevadzie. 

## Morfologia

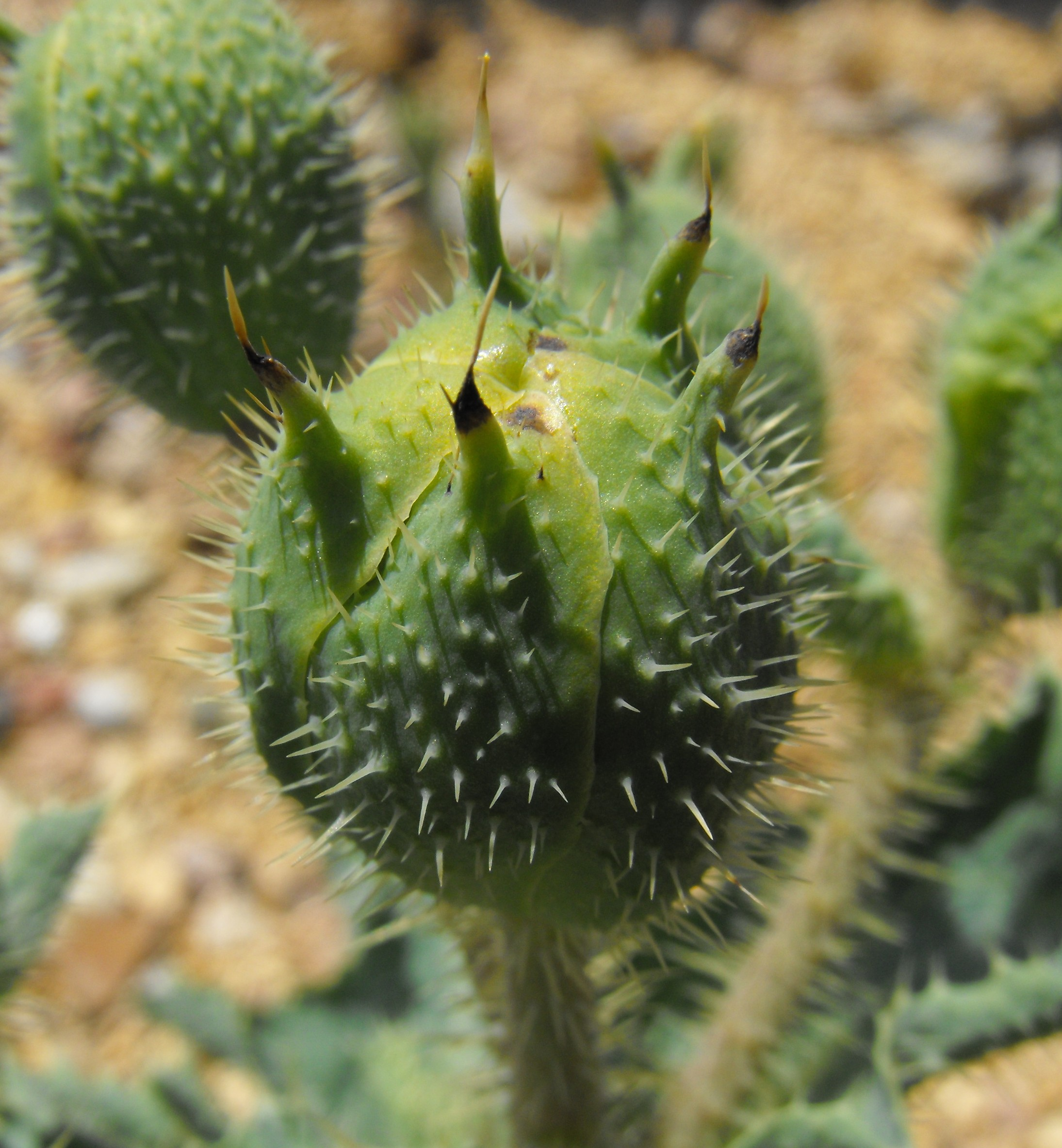
Pąk kwiatowy

PokrójBylina dorastająca do 20–80 cm wysokości. Łodyga jest pokryta kolcami.
LiścieSą pierzasto-klapowane, skórzaste, kolczaste.
KwiatyPłatki mają białą barwę i osiągają do 20–45 mm długości. Kwiaty mają 100–120 pręcików z jasnożółtymi nitkami. Zalążnia zawiera 3 lub 5 owocolistków.
OwoceTorebki o kształcie od jajowatego do lancetowatego. Osiągają 25–35 mm długości i 10–16 mm szerokości. Są pokryte kolcami.

## Biologia i ekologia
Rośnie na piaszczystych wydmach oraz otwartych suchych przestrzeniach. Występuje na wysokości od 900 do 1500 m n.p.m.

## Zmienność
W obrębie tego gatunku oprócz podgatunku nominatywnego wyróżniono jeden podgatunek:
- Argemone corymbosa subsp. arenicola Ownbey

## Ochrona
W Arizonie jest uważany za gatunek zagrożony wyginięciem.